# フランクフルト国民議会

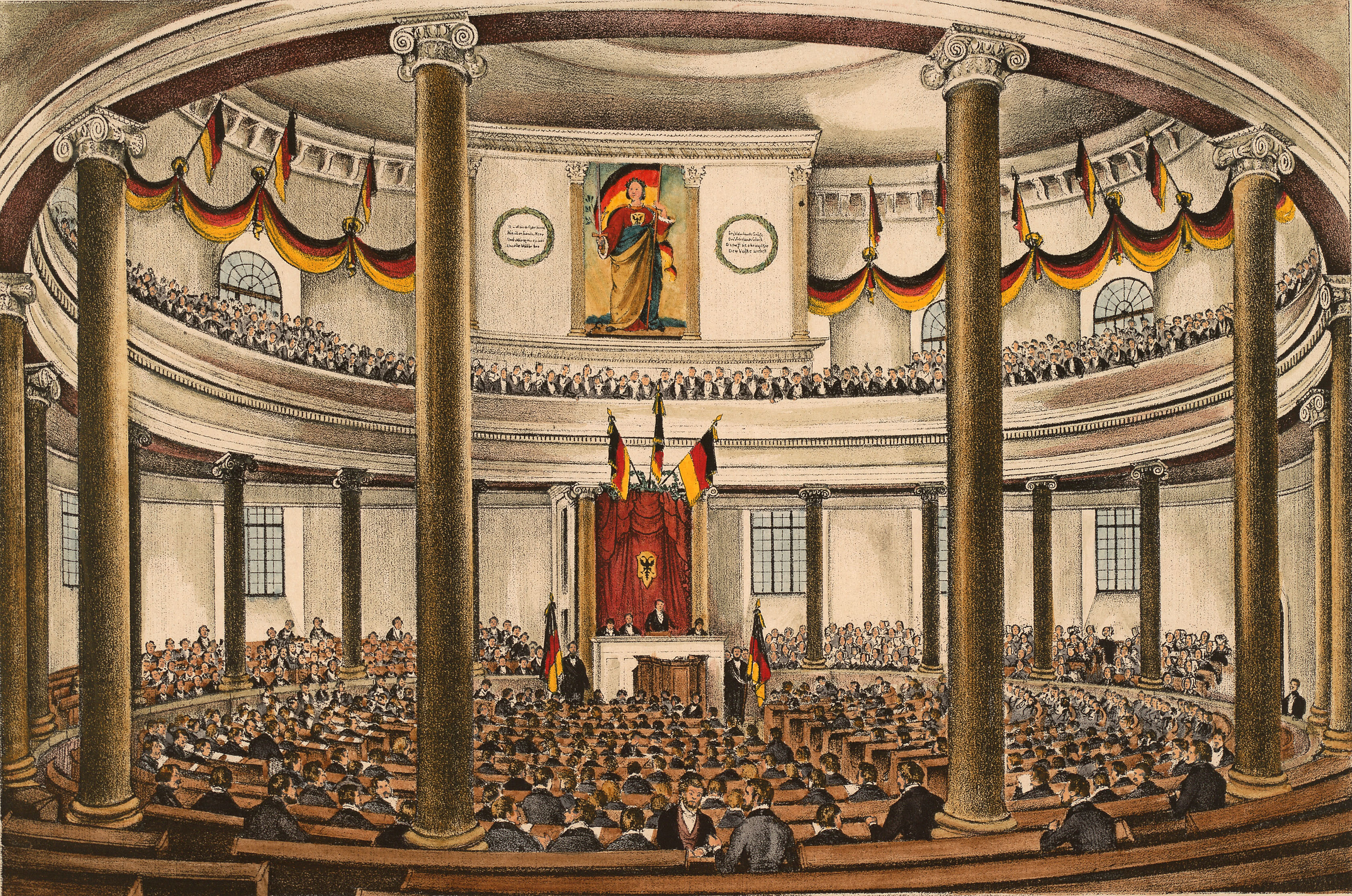
フランクフルト国民議会の様子

フランクフルト国民議会（フランクフルトこくみんぎかい、独: Frankfurter Nationalversammlung）は、ドイツ革命のなか、1848年から1849年にかけてフランクフルト・アム・マインで開催された議会。憲法制定を通じた自由主義的なドイツ統一を図り、その統一方式などを討議したが、最終的にはオーストリア帝国、プロイセン王国といった有力君主国の支持を得られず頓挫した。

## 歴史

### 議会開催までの経緯

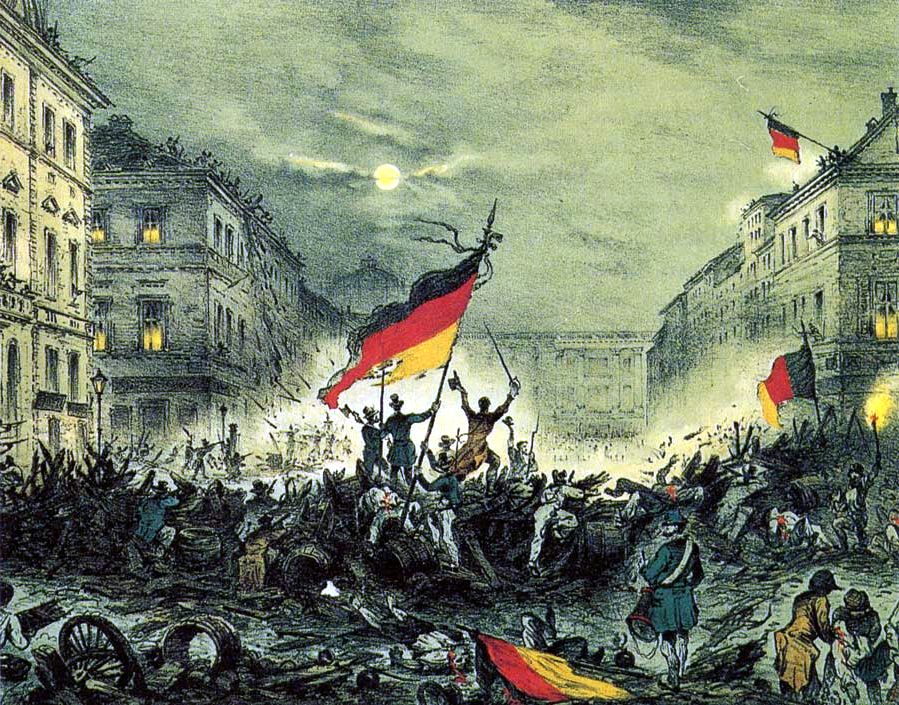
ベルリン三月革命

1848年、フランスで起こった二月革命は第二共和政を導き、まもなく革命の潮流が全ヨーロッパにまで拡大した（1848年革命）。翌3月にはオーストリアでウィーン三月革命、プロイセンでベルリン三月革命が起こり、かつてウィーン体制を支えたメッテルニヒが亡命に追い込まれ（ウィーン体制崩壊を象徴する出来事である）、プロイセン国王フリードリヒ・ヴィルヘルム4世は自由主義憲法の制定を約束させられるなど、各地で自由主義とナショナリズムが高まった。
こうした中、成人男性による選挙（ただし、ドイツ連邦を構成する各邦国によって、実際には投票に参加できる資格は異なっていた）に基づいて、定員649人による議会が5月18日より開催された。場所は当時自由都市としての地位を有していたフランクフルト・アム・マインであり、同市のパウロ教会で議事が進行した。議員は高級官吏･大学教員･ブルジョワジーなどが中心であったため「教授議会｣と揶揄された。

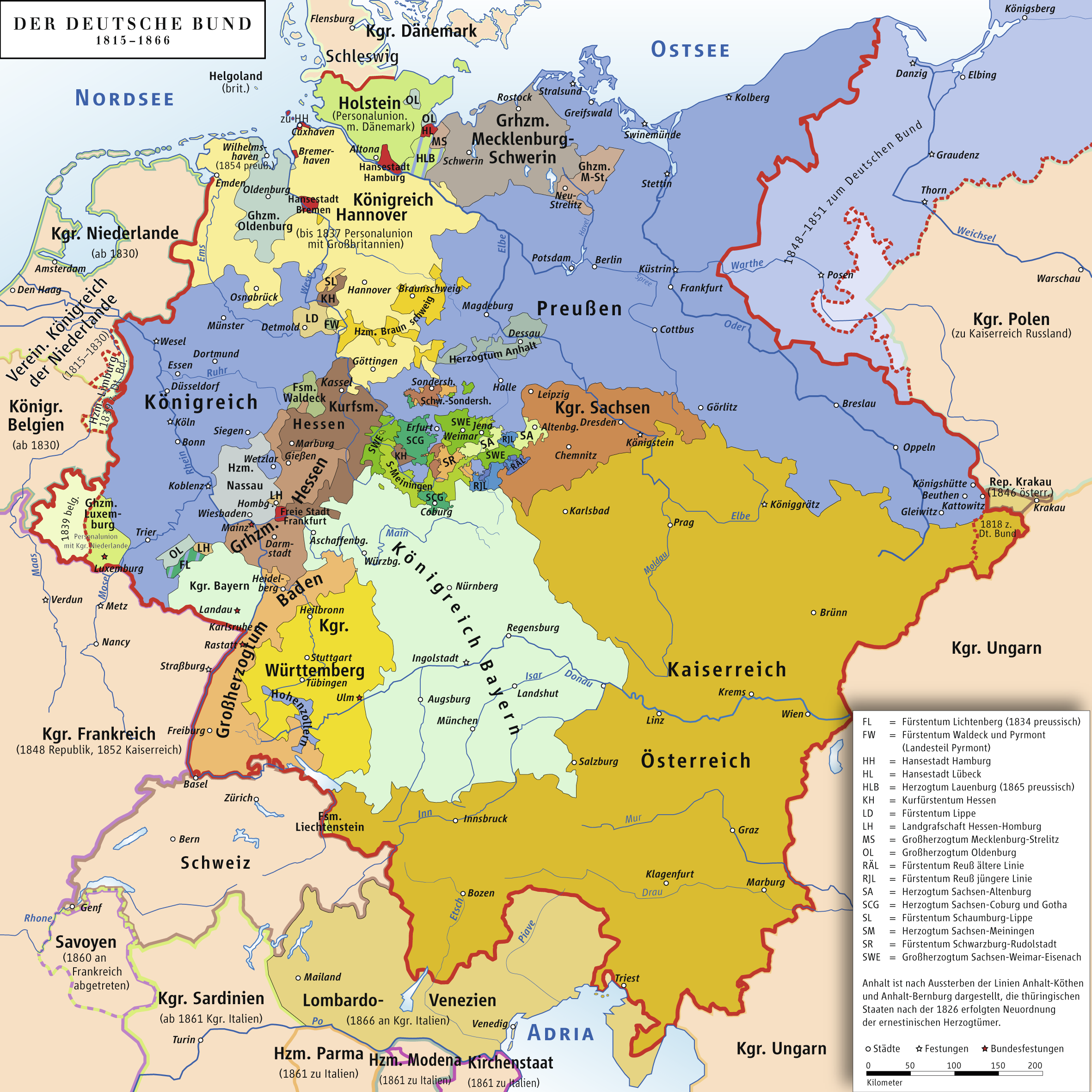
ドイツ諸国（1815-1866）;赤い線はドイツ連邦の領域を指している

### 議事進行
自由主義的なドイツ統一という点ではほぼ合意はえられていたが、それ以外の進行に関してはほとんど方向性が定まっていなかった。また、当時の主要国から全く国民議会の国際的承認がえられなかったこともあり、当初より国民議会の行方は不確かなものであった。
オーストリア大公ヨハンが摂政として選出され、自由主義憲法の制定にむけて議事が進められた。そのかたわら、統一ドイツの範囲をめぐって、いわゆる「大ドイツ主義」（オーストリアに住むドイツ系住民を含むドイツ民族の統一）と「小ドイツ主義」（オーストリアに住むドイツ系住民を除くドイツ民族の統一）をめぐる議論が展開され、10月27日に民族的熱狂をもって大ドイツ主義の方針が議決されたが、もはやこの決定は時節から大きく外れていた。
既にフランスでは六月蜂起が鎮圧され、オーストリアでも自由主義的改革が頓挫するなど、台頭する社会主義に対するブルジョワジーの保守化・自由主義的潮流の否定が進んでいた時期であるうえ、複合民族国家であるオーストリアが、汎ドイツ語民族主義的なナショナリズムを容認するわけはなく、論議は宙に浮いた。そのため、大ドイツ主義的な国民議会議長はその職を辞することになり、やむなく1848年末より小ドイツ主義に基づくドイツ統一が論議され始めた。
同じ頃、12月27日にようやく自由主義憲法の条文（ドイツ国民の基本的権利）が公布されることになった。後のヴァイマル憲法やボン基本法に影響を与えた点では歴史的意義を見いだせるが、同時代的には既に時代の潮流から外れていた。1849年3月27日、ようやく「ドイツ国憲法（パウロ教会憲法）」が採択され、プロイセン王フリードリヒ・ヴィルヘルム4世を統一ドイツ帝国の皇帝に選出した。そのため国民議会の議員による代表団がベルリンにむかったが、当時君主主権であったプロイセンの国王が自由主義的な憲法を受け入れることはなく、対オーストリア外交を踏まえても、国際的な承認すらない議会の申し出を承諾することはありえなかった。すなわち、フリードリヒ・ヴィルヘルム4世は、ドイツ帝国の皇帝就任を拒否したのである。

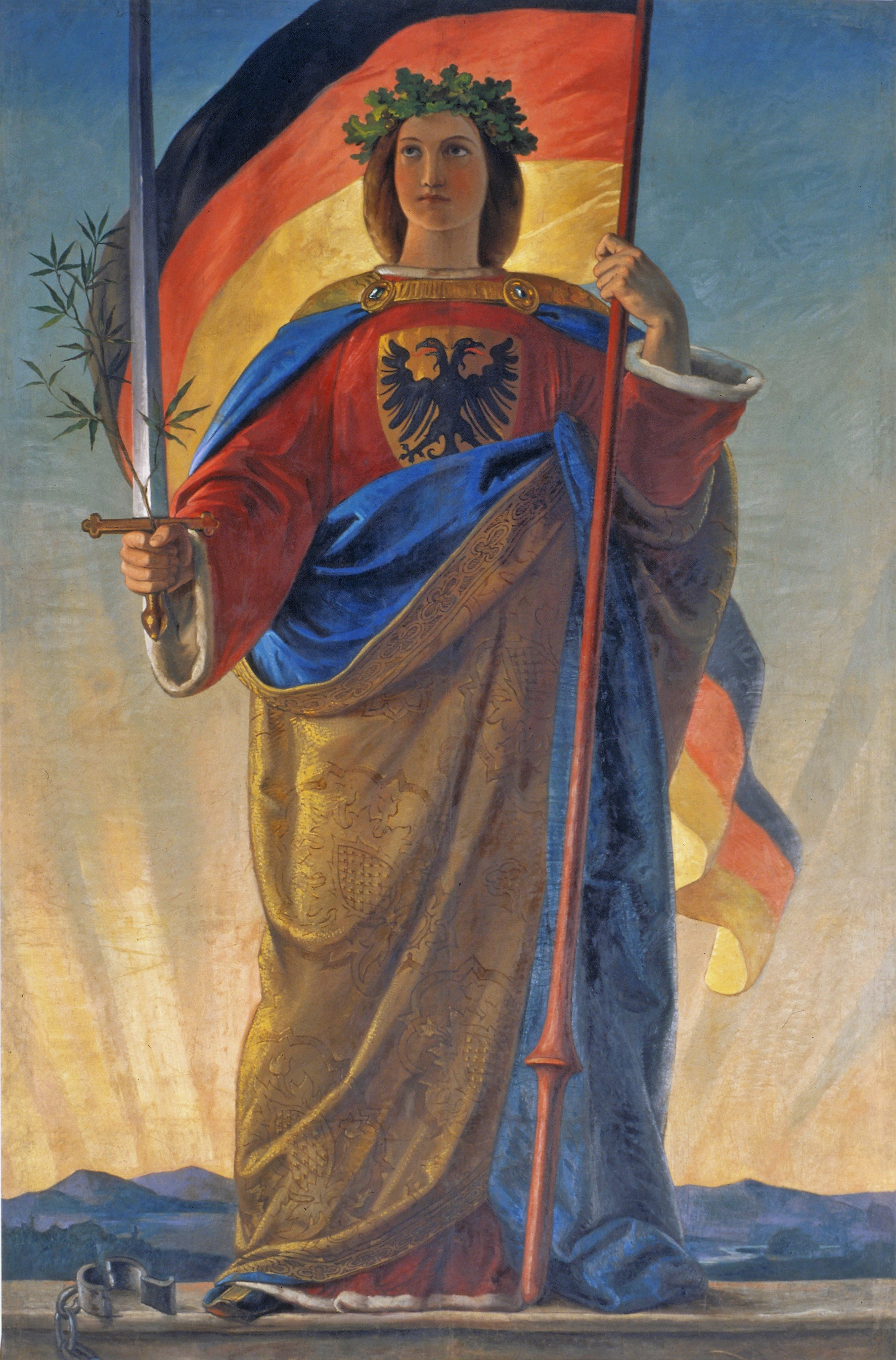
国民議会の舞台となったパウロ教会で、オルガンを覆うようにして掲げられていた「女神ゲルマニア」の絵。ロマン主義の画家フィリップ・ファイト（Philipp Veit）による。現在ニュルンベルクのゲルマン民族博物館（ドイツ民族博物館）が所蔵する

こうして、あらゆる選択肢を失った国民議会は、その求心力を失っていった。オーストリアの議員が母国へと引き上げたことを皮切りに主要邦国の代表が議員を引き上げ、ごく一部の残存した議員はシュトゥットガルトでランプ議会を召集して活動を続けるものの、6月18日までにその活動を完全に終えた。

### その後の展開
1848年革命によって高まった自由主義的なドイツ統一は失敗に終わった。1862年にプロイセン首相となるオットー・フォン・ビスマルクのいわゆる「鉄血演説」で示されたように、1848年から1849年にかけての言論と多数決によるドイツ統一への試みは成果をもたらさなかった。そのため、1860年代よりプロイセンの軍事力を背景とした「上からの統一」が行われ、統一後のドイツでは自由主義的な手法によらず、権威主義的な国民統合が推進されることになるのである。